# Koto Datuk
Koto Datuk is een bestuurslaag in het regentschap Kerinci van de provincie Jambi, Indonesië. Koto Datuk telt 580 inwoners (volkstelling 2010).